# Mistrovství světa ve fotbale 2026
Mistrovství světa ve fotbale 2026 bude 23. mistrovstvím pořádaným federací FIFA. Závěrečný turnaj, kam se mužské fotbalové národní týmy probojují z kvalifikace, se uskuteční v Kanadě, Mexiku a ve Spojených státech amerických. Bude to první MS ve fotbale v kategorii dospělých konající se ve třech zemích.

## Kandidáti na pořadatelství
Výsledky hlasování o pořádání MS 2026 členů Výkonného výboru FIFA 13. června 2018 v ruské Moskvě:
| Stát(y)                                 | 1. kolo |
| --------------------------------------- | ------- |
| Kanada, Mexiko a Spojené státy americké | 136     |
| Maroko                                  | 65      |

## Kandidátská města
| Vancouver        | Toronto          |
| ---------------- | ---------------- |
| BC Place Stadium | BMO Field        |
| Kapacita: 54 500 | Kapacita: 30 000 |
|                  |                  |

| Mexico City      | Monterrey                           | Guadalajara           |
| ---------------- | ----------------------------------- | --------------------- |
| Aztécký stadion  | Estadio BBVA Guadalupe (Nuevo Leon) | Estadio Akron Zapopan |
| Kapacita: 87 523 | Kapacita: 53 500                    | Kapacita: 49 850      |
|                  |                                     |                       |

| Los Angeles                    | New York/New Jersey                         | Washington, D.C.               |
| ------------------------------ | ------------------------------------------- | ------------------------------ |
| Rose Bowl Pasadena, Kalifornie | MetLife Stadium East Rutherford, New Jersey | FedEx Field Landover, Maryland |
| Kapacita: 92 542               | Kapacita: 82 500                            | Kapacita: 82 000               |
|                                |                                             |                                |

| Kansas City       | Houston          | Dallas           |
| ----------------- | ---------------- | ---------------- |
| Arrowhead Stadium | NRG Stadium      | AT&T Stadium     |
| Kapacita: 76 416  | Kapacita: 72 220 | Kapacita: 80 000 |
|                   |                  |                  |

| Atlanta               | Filadelfie              | Seattle          |
| --------------------- | ----------------------- | ---------------- |
| Mercedes-Benz Stadium | Lincoln Financial Field | Lumen Field      |
| Kapacita: 71 000      | Kapacita: 69 796        | Kapacita: 69 000 |
|                       |                         |                  |

| San Francisco Bay Area                 | Boston           | Miami             |
| -------------------------------------- | ---------------- | ----------------- |
| Levi's Stadium Santa Clara, Kalifornie | Gillette Stadium | Hard Rock Stadium |
| Kapacita: 68 500                       | Kapacita: 65 878 | Kapacita: 64 767  |
|                                        |                  |                   |

## Kvalifikace
Závěrečného turnaje se zúčastní 48 národních týmů. O 45 míst se bude bojovat v kvalifikaci a pouze týmy Kanady, Mexika a Spojených států amerických mají účast jako pořádající země zajištěnou předem.

Tým se kvalifikoval na závěrečný turnaj
Tým se nekvalifikoval
Tým vyloučen nebo odstoupil
Neúčastnil se

### Seznam kvalifikovaných týmů
| Tým         | Kvalifikován jako                                 | Datum zajištění účasti | Pořadí účasti na MS | Po sobě jdoucí účasti na MS | Poslední účast | Nejlepší umístění                                   |
| ----------- | ------------------------------------------------- | ---------------------- | ------------------- | --------------------------- | -------------- | --------------------------------------------------- |
| Kanada      | Hostitel                                          | 13. června 2018        | 3.                  | 2.                          | 2022           | Základní skupina (1986, 2022)                       |
| USA         | Hostitel                                          | 13. června 2018        | 12.                 | 2.                          | 2022           | Bronz (1930)                                        |
| Mexiko      | Hostitel                                          | 13. června 2018        | 18.                 | 9.                          | 2022           | Čtvrtfinále (1970, 1986)                            |
| Japonsko    | Pozice ve skupině C (3. kolo asijské kvalifikace) | 20. března 2025        | 8.                  | 8.                          | 2022           | Osmifinále (2002, 2010, 2018, 2022)                 |
| Nový Zéland | Vítězové třetího kola oceánské kvalifikace        | 24. března 2025        | 3.                  | 1.                          | 2010           | Skupinová fáze (1982, 2010)                         |
| Írán        | Pozice ve skupině A (3. kolo asijské kvalifikace) | 25. března 2025        | 7.                  | 4.                          | 2022           | Skupinová fáze (1978, 1998, 2006, 2014, 2018, 2022) |
| Argentina   | Pozice v tabulce jihoamerické kvalifikace         | 25. března 2025        | 19.                 | 14.                         | 2022           | (1978, 1986, 2022)                                  |

## Základní skupiny
Základní skupiny se budou hrát od 11. do 27. června 2026. Celkem 48 týmů bude rozlosováno do 12 skupin po 4 týmech. Do šestnáctifinále play off postoupí první dva týmy z každé skupiny a osm nejlepších týmů z žebříčku týmů na třetích místech.
| Vysvětlivky                                                              |
| ------------------------------------------------------------------------ |
| Týmy z prvních a druhých míst postupují do šestnáctifinále               |
| Osm nejlépe umístěných týmů ze třetích míst postupuje do šestnáctifinále |

### Skupina A
| Tým    | Z | V | R | P | VG | IG | +/- | B |
| ------ | - | - | - | - | -- | -- | --- | - |
| Mexiko | 0 | 0 | 0 | 0 | 0  | 0  | 0   | 0 |
| A2     | 0 | 0 | 0 | 0 | 0  | 0  | 0   | 0 |
| A3     | 0 | 0 | 0 | 0 | 0  | 0  | 0   | 0 |
| A4     | 0 | 0 | 0 | 0 | 0  | 0  | 0   | 0 |

| 11. června 2026 |         |  |                              |
|                 | Zápas 1 |  | Aztécký stadion, Mexico City |
|                 |         |  | Aztécký stadion, Mexico City |

| 11. června 2026 |         |  |                        |
|                 | Zápas 2 |  | Estadio Akron, Zapopan |
|                 |         |  | Estadio Akron, Zapopan |

| 18. června 2026 |          |  |                                |
|                 | Zápas 25 |  | Mercedes-Benz Stadium, Atlanta |
|                 |          |  | Mercedes-Benz Stadium, Atlanta |

| 18. června 2026 |          |  |                        |
|                 | Zápas 28 |  | Estadio Akron, Zapopan |
|                 |          |  | Estadio Akron, Zapopan |

| 24. června 2026 |          |  |                              |
|                 | Zápas 53 |  | Aztécký stadion, Mexico City |
|                 |          |  | Aztécký stadion, Mexico City |

| 24. června 2026 |          |  |                         |
|                 | Zápas 54 |  | Estadio BBVA, Guadalupe |
|                 |          |  | Estadio BBVA, Guadalupe |

### Skupina B
| Tým    | Z | V | R | P | VG | IG | +/- | B |
| ------ | - | - | - | - | -- | -- | --- | - |
| Kanada | 0 | 0 | 0 | 0 | 0  | 0  | 0   | 0 |
| B2     | 0 | 0 | 0 | 0 | 0  | 0  | 0   | 0 |
| B3     | 0 | 0 | 0 | 0 | 0  | 0  | 0   | 0 |
| B4     | 0 | 0 | 0 | 0 | 0  | 0  | 0   | 0 |

| 12. června 2026 |         |  |                    |
|                 | Zápas 3 |  | BMO Field, Toronto |
|                 |         |  | BMO Field, Toronto |

| 13. června 2026 |         |  |                             |
|                 | Zápas 8 |  | Levi's Stadium, Santa Clara |
|                 |         |  | Levi's Stadium, Santa Clara |

| 18. června 2026 |          |  |                         |
|                 | Zápas 26 |  | SoFi Stadium, Inglewood |
|                 |          |  | SoFi Stadium, Inglewood |

| 18. června 2026 |          |  |                             |
|                 | Zápas 27 |  | BC Place Stadium, Vancouver |
|                 |          |  | BC Place Stadium, Vancouver |

| 24. června 2026 |          |  |                             |
|                 | Zápas 51 |  | BC Place Stadium, Vancouver |
|                 |          |  | BC Place Stadium, Vancouver |

| 24. června 2026 |          |  |                      |
|                 | Zápas 52 |  | Lumen Field, Seattle |
|                 |          |  | Lumen Field, Seattle |

### Skupina C
| Tým | Z | V | R | P | VG | IG | +/- | B |
| --- | - | - | - | - | -- | -- | --- | - |
| C1  | 0 | 0 | 0 | 0 | 0  | 0  | 0   | 0 |
| C2  | 0 | 0 | 0 | 0 | 0  | 0  | 0   | 0 |
| C3  | 0 | 0 | 0 | 0 | 0  | 0  | 0   | 0 |
| C4  | 0 | 0 | 0 | 0 | 0  | 0  | 0   | 0 |

| 13. června 2026 |         |  |                              |
|                 | Zápas 5 |  | Gillette Stadium, Foxborough |
|                 |         |  | Gillette Stadium, Foxborough |

| 13. června 2026 |         |  |                                  |
|                 | Zápas 7 |  | MetLife Stadium, East Rutherford |
|                 |         |  | MetLife Stadium, East Rutherford |

| 19. června 2026 |          |  |                                     |
|                 | Zápas 29 |  | Lincoln Financial Field, Filadelfie |
|                 |          |  | Lincoln Financial Field, Filadelfie |

| 19. června 2026 |          |  |                              |
|                 | Zápas 30 |  | Gillette Stadium, Foxborough |
|                 |          |  | Gillette Stadium, Foxborough |

| 24. června 2026 |          |  |                          |
|                 | Zápas 49 |  | Hard Rock Stadium, Miami |
|                 |          |  | Hard Rock Stadium, Miami |

| 24. června 2026 |          |  |                                |
|                 | Zápas 50 |  | Mercedes-Benz Stadium, Atlanta |
|                 |          |  | Mercedes-Benz Stadium, Atlanta |

### Skupina D
| Tým | Z | V | R | P | VG | IG | +/- | B |
| --- | - | - | - | - | -- | -- | --- | - |
| USA | 0 | 0 | 0 | 0 | 0  | 0  | 0   | 0 |
| D2  | 0 | 0 | 0 | 0 | 0  | 0  | 0   | 0 |
| D3  | 0 | 0 | 0 | 0 | 0  | 0  | 0   | 0 |
| D4  | 0 | 0 | 0 | 0 | 0  | 0  | 0   | 0 |

| 12. června 2026 |         |  |                         |
|                 | Zápas 4 |  | SoFi Stadium, Inglewood |
|                 |         |  | SoFi Stadium, Inglewood |

| 13. června 2026 |         |  |                             |
|                 | Zápas 6 |  | BC Place Stadium, Vancouver |
|                 |         |  | BC Place Stadium, Vancouver |

| 19. června 2026 |          |  |                             |
|                 | Zápas 31 |  | Levi's Stadium, Santa Clara |
|                 |          |  | Levi's Stadium, Santa Clara |

| 19. června 2026 |          |  |                      |
|                 | Zápas 32 |  | Lumen Field, Seattle |
|                 |          |  | Lumen Field, Seattle |

| 25. června 2026 |          |  |                         |
|                 | Zápas 59 |  | SoFi Stadium, Inglewood |
|                 |          |  | SoFi Stadium, Inglewood |

| 25. června 2026 |          |  |                             |
|                 | Zápas 60 |  | Levi's Stadium, Santa Clara |
|                 |          |  | Levi's Stadium, Santa Clara |

### Skupina E
| Tým | Z | V | R | P | VG | IG | +/- | B |
| --- | - | - | - | - | -- | -- | --- | - |
| E1  | 0 | 0 | 0 | 0 | 0  | 0  | 0   | 0 |
| E2  | 0 | 0 | 0 | 0 | 0  | 0  | 0   | 0 |
| E3  | 0 | 0 | 0 | 0 | 0  | 0  | 0   | 0 |
| E4  | 0 | 0 | 0 | 0 | 0  | 0  | 0   | 0 |

| 14. června 2026 |         |  |                                     |
|                 | Zápas 9 |  | Lincoln Financial Field, Filadelfie |
|                 |         |  | Lincoln Financial Field, Filadelfie |

| 14. června 2026 |          |  |                      |
|                 | Zápas 10 |  | NRG Stadium, Houston |
|                 |          |  | NRG Stadium, Houston |

| 20. června 2026 |          |  |                    |
|                 | Zápas 33 |  | BMO Field, Toronto |
|                 |          |  | BMO Field, Toronto |

| 20. června 2026 |          |  |                                |
|                 | Zápas 34 |  | Arrowhead Stadium, Kansas City |
|                 |          |  | Arrowhead Stadium, Kansas City |

| 25. června 2026 |          |  |                                     |
|                 | Zápas 55 |  | Lincoln Financial Field, Filadelfie |
|                 |          |  | Lincoln Financial Field, Filadelfie |

| 25. června 2026 |          |  |                                  |
|                 | Zápas 56 |  | MetLife Stadium, East Rutherford |
|                 |          |  | MetLife Stadium, East Rutherford |

### Skupina F
| Tým | Z | V | R | P | VG | IG | +/- | B |
| --- | - | - | - | - | -- | -- | --- | - |
| F1  | 0 | 0 | 0 | 0 | 0  | 0  | 0   | 0 |
| F2  | 0 | 0 | 0 | 0 | 0  | 0  | 0   | 0 |
| F3  | 0 | 0 | 0 | 0 | 0  | 0  | 0   | 0 |
| F4  | 0 | 0 | 0 | 0 | 0  | 0  | 0   | 0 |

| 14. června 2026 |          |  |                         |
|                 | Zápas 11 |  | AT&T Stadium, Arlington |
|                 |          |  | AT&T Stadium, Arlington |

| 14. června 2026 |          |  |                         |
|                 | Zápas 12 |  | Estadio BBVA, Guadalupe |
|                 |          |  | Estadio BBVA, Guadalupe |

| 20. června 2026 |          |  |                      |
|                 | Zápas 35 |  | NRG Stadium, Houston |
|                 |          |  | NRG Stadium, Houston |

| 20. června 2026 |          |  |                         |
|                 | Zápas 36 |  | Estadio BBVA, Guadalupe |
|                 |          |  | Estadio BBVA, Guadalupe |

| 25. června 2026 |          |  |                         |
|                 | Zápas 57 |  | AT&T Stadium, Arlington |
|                 |          |  | AT&T Stadium, Arlington |

| 25. června 2026 |          |  |                                |
|                 | Zápas 58 |  | Arrowhead Stadium, Kansas City |
|                 |          |  | Arrowhead Stadium, Kansas City |

### Skupina G
| Tým | Z | V | R | P | VG | IG | +/- | B |
| --- | - | - | - | - | -- | -- | --- | - |
| G1  | 0 | 0 | 0 | 0 | 0  | 0  | 0   | 0 |
| G2  | 0 | 0 | 0 | 0 | 0  | 0  | 0   | 0 |
| G3  | 0 | 0 | 0 | 0 | 0  | 0  | 0   | 0 |
| G4  | 0 | 0 | 0 | 0 | 0  | 0  | 0   | 0 |

| 15. června 2026 |          |  |                         |
|                 | Zápas 15 |  | SoFi Stadium, Inglewood |
|                 |          |  | SoFi Stadium, Inglewood |

| 15. června 2026 |          |  |                      |
|                 | Zápas 16 |  | Lumen Field, Seattle |
|                 |          |  | Lumen Field, Seattle |

| 21. června 2026 |          |  |                         |
|                 | Zápas 39 |  | SoFi Stadium, Inglewood |
|                 |          |  | SoFi Stadium, Inglewood |

| 21. června 2026 |          |  |                             |
|                 | Zápas 40 |  | BC Place Stadium, Vancouver |
|                 |          |  | BC Place Stadium, Vancouver |

| 26. června 2026 |          |  |                      |
|                 | Zápas 63 |  | Lumen Field, Seattle |
|                 |          |  | Lumen Field, Seattle |

| 26. června 2026 |          |  |                             |
|                 | Zápas 64 |  | BC Place Stadium, Vancouver |
|                 |          |  | BC Place Stadium, Vancouver |

### Skupina H
| Tým | Z | V | R | P | VG | IG | +/- | B |
| --- | - | - | - | - | -- | -- | --- | - |
| H1  | 0 | 0 | 0 | 0 | 0  | 0  | 0   | 0 |
| H2  | 0 | 0 | 0 | 0 | 0  | 0  | 0   | 0 |
| H3  | 0 | 0 | 0 | 0 | 0  | 0  | 0   | 0 |
| H4  | 0 | 0 | 0 | 0 | 0  | 0  | 0   | 0 |

| 15. června 2026 |          |  |                          |
|                 | Zápas 13 |  | Hard Rock Stadium, Miami |
|                 |          |  | Hard Rock Stadium, Miami |

| 15. června 2026 |          |  |                                |
|                 | Zápas 14 |  | Mercedes-Benz Stadium, Atlanta |
|                 |          |  | Mercedes-Benz Stadium, Atlanta |

| 21. června 2026 |          |  |                          |
|                 | Zápas 37 |  | Hard Rock Stadium, Miami |
|                 |          |  | Hard Rock Stadium, Miami |

| 21. června 2026 |          |  |                                |
|                 | Zápas 38 |  | Mercedes-Benz Stadium, Atlanta |
|                 |          |  | Mercedes-Benz Stadium, Atlanta |

| 26. června 2026 |          |  |                      |
|                 | Zápas 65 |  | NRG Stadium, Houston |
|                 |          |  | NRG Stadium, Houston |

| 26. června 2026 |          |  |                        |
|                 | Zápas 66 |  | Estadio Akron, Zapopan |
|                 |          |  | Estadio Akron, Zapopan |

### Skupina I
| Tým | Z | V | R | P | VG | IG | +/- | B |
| --- | - | - | - | - | -- | -- | --- | - |
| I1  | 0 | 0 | 0 | 0 | 0  | 0  | 0   | 0 |
| I2  | 0 | 0 | 0 | 0 | 0  | 0  | 0   | 0 |
| I3  | 0 | 0 | 0 | 0 | 0  | 0  | 0   | 0 |
| I4  | 0 | 0 | 0 | 0 | 0  | 0  | 0   | 0 |

| 16. června 2026 |          |  |                                  |
|                 | Zápas 17 |  | MetLife Stadium, East Rutherford |
|                 |          |  | MetLife Stadium, East Rutherford |

| 16. června 2026 |          |  |                              |
|                 | Zápas 18 |  | Gillette Stadium, Foxborough |
|                 |          |  | Gillette Stadium, Foxborough |

| 22. června 2026 |          |  |                                  |
|                 | Zápas 41 |  | MetLife Stadium, East Rutherford |
|                 |          |  | MetLife Stadium, East Rutherford |

| 22. června 2026 |          |  |                                     |
|                 | Zápas 42 |  | Lincoln Financial Field, Filadelfie |
|                 |          |  | Lincoln Financial Field, Filadelfie |

| 26. června 2026 |          |  |                              |
|                 | Zápas 61 |  | Gillette Stadium, Foxborough |
|                 |          |  | Gillette Stadium, Foxborough |

| 26. června 2026 |          |  |                    |
|                 | Zápas 62 |  | BMO Field, Toronto |
|                 |          |  | BMO Field, Toronto |

### Skupina J
| Tým | Z | V | R | P | VG | IG | +/- | B |
| --- | - | - | - | - | -- | -- | --- | - |
| J1  | 0 | 0 | 0 | 0 | 0  | 0  | 0   | 0 |
| J2  | 0 | 0 | 0 | 0 | 0  | 0  | 0   | 0 |
| J3  | 0 | 0 | 0 | 0 | 0  | 0  | 0   | 0 |
| J4  | 0 | 0 | 0 | 0 | 0  | 0  | 0   | 0 |

| 16. června 2026 |          |  |                                |
|                 | Zápas 19 |  | Arrowhead Stadium, Kansas City |
|                 |          |  | Arrowhead Stadium, Kansas City |

| 16. června 2026 |          |  |                             |
|                 | Zápas 20 |  | Levi's Stadium, Santa Clara |
|                 |          |  | Levi's Stadium, Santa Clara |

| 22. června 2026 |          |  |                         |
|                 | Zápas 43 |  | AT&T Stadium, Arlington |
|                 |          |  | AT&T Stadium, Arlington |

| 22. června 2026 |          |  |                             |
|                 | Zápas 44 |  | Levi's Stadium, Santa Clara |
|                 |          |  | Levi's Stadium, Santa Clara |

| 27. června 2026 |          |  |                                |
|                 | Zápas 69 |  | Arrowhead Stadium, Kansas City |
|                 |          |  | Arrowhead Stadium, Kansas City |

| 27. června 2026 |          |  |                         |
|                 | Zápas 70 |  | AT&T Stadium, Arlington |
|                 |          |  | AT&T Stadium, Arlington |

### Skupina K
| Tým | Z | V | R | P | VG | IG | +/- | B |
| --- | - | - | - | - | -- | -- | --- | - |
| K1  | 0 | 0 | 0 | 0 | 0  | 0  | 0   | 0 |
| K2  | 0 | 0 | 0 | 0 | 0  | 0  | 0   | 0 |
| K3  | 0 | 0 | 0 | 0 | 0  | 0  | 0   | 0 |
| K4  | 0 | 0 | 0 | 0 | 0  | 0  | 0   | 0 |

| 17. června 2026 |          |  |                      |
|                 | Zápas 23 |  | NRG Stadium, Houston |
|                 |          |  | NRG Stadium, Houston |

| 17. června 2026 |          |  |                              |
|                 | Zápas 24 |  | Aztécký stadion, Mexico City |
|                 |          |  | Aztécký stadion, Mexico City |

| 23. června 2026 |          |  |                      |
|                 | Zápas 47 |  | NRG Stadium, Houston |
|                 |          |  | NRG Stadium, Houston |

| 23. června 2026 |          |  |                        |
|                 | Zápas 48 |  | Estadio Akron, Zapopan |
|                 |          |  | Estadio Akron, Zapopan |

| 27. června 2026 |          |  |                          |
|                 | Zápas 71 |  | Hard Rock Stadium, Miami |
|                 |          |  | Hard Rock Stadium, Miami |

| 27. června 2026 |          |  |                                |
|                 | Zápas 72 |  | Mercedes-Benz Stadium, Atlanta |
|                 |          |  | Mercedes-Benz Stadium, Atlanta |

### Skupina L
| Tým | Z | V | R | P | VG | IG | +/- | B |
| --- | - | - | - | - | -- | -- | --- | - |
| L1  | 0 | 0 | 0 | 0 | 0  | 0  | 0   | 0 |
| L2  | 0 | 0 | 0 | 0 | 0  | 0  | 0   | 0 |
| L3  | 0 | 0 | 0 | 0 | 0  | 0  | 0   | 0 |
| L4  | 0 | 0 | 0 | 0 | 0  | 0  | 0   | 0 |

| 17. června 2026 |          |  |                    |
|                 | Zápas 21 |  | BMO Field, Toronto |
|                 |          |  | BMO Field, Toronto |

| 17. června 2026 |          |  |                         |
|                 | Zápas 22 |  | AT&T Stadium, Arlington |
|                 |          |  | AT&T Stadium, Arlington |

| 23. června 2026 |          |  |                              |
|                 | Zápas 45 |  | Gillette Stadium, Foxborough |
|                 |          |  | Gillette Stadium, Foxborough |

| 23. června 2026 |          |  |                    |
|                 | Zápas 46 |  | BMO Field, Toronto |
|                 |          |  | BMO Field, Toronto |

| 27. června 2026 |          |  |                                  |
|                 | Zápas 67 |  | MetLife Stadium, East Rutherford |
|                 |          |  | MetLife Stadium, East Rutherford |

| 27. června 2026 |          |  |                                     |
|                 | Zápas 68 |  | Lincoln Financial Field, Filadelfie |
|                 |          |  | Lincoln Financial Field, Filadelfie |

### Žebříček týmů na třetích místech
| Sk. | Tým                | Z | V | R | P | VG | IG | +/- | B |
| --- | ------------------ | - | - | - | - | -- | -- | --- | - |
| A   | 3. místo skupiny A | 0 | 0 | 0 | 0 | 0  | 0  | 0   | 0 |
| B   | 3. místo skupiny B | 0 | 0 | 0 | 0 | 0  | 0  | 0   | 0 |
| C   | 3. místo skupiny C | 0 | 0 | 0 | 0 | 0  | 0  | 0   | 0 |
| D   | 3. místo skupiny D | 0 | 0 | 0 | 0 | 0  | 0  | 0   | 0 |
| E   | 3. místo skupiny E | 0 | 0 | 0 | 0 | 0  | 0  | 0   | 0 |
| F   | 3. místo skupiny F | 0 | 0 | 0 | 0 | 0  | 0  | 0   | 0 |
| G   | 3. místo skupiny G | 0 | 0 | 0 | 0 | 0  | 0  | 0   | 0 |
| H   | 3. místo skupiny H | 0 | 0 | 0 | 0 | 0  | 0  | 0   | 0 |
| I   | 3. místo skupiny I | 0 | 0 | 0 | 0 | 0  | 0  | 0   | 0 |
| J   | 3. místo skupiny J | 0 | 0 | 0 | 0 | 0  | 0  | 0   | 0 |
| K   | 3. místo skupiny K | 0 | 0 | 0 | 0 | 0  | 0  | 0   | 0 |
| L   | 3. místo skupiny L | 0 | 0 | 0 | 0 | 0  | 0  | 0   | 0 |

## Vyřazovací fáze

Pohár pro vítěze MS 2026. Zdroj: Wikimedia Commons

### Šestnáctifinále
| 28. června 2026     |          |                     |                         |
| Druhý tým skupiny A | Zápas 73 | Druhý tým skupiny B | SoFi Stadium, Inglewood |
|                     |          |                     | SoFi Stadium, Inglewood |

| 29. června 2026 |          |                             |                              |
| Vítěz skupiny E | Zápas 74 | Třetí tým skupiny A/B/C/D/F | Gillette Stadium, Foxborough |
|                 |          |                             | Gillette Stadium, Foxborough |

| 29. června 2026 |          |                     |                         |
| Vítěz skupiny F | Zápas 75 | Druhý tým skupiny C | Estadio BBVA, Guadalupe |
|                 |          |                     | Estadio BBVA, Guadalupe |

| 29. června 2026 |          |                     |                      |
| Vítěz skupiny C | Zápas 76 | Druhý tým skupiny F | NRG Stadium, Houston |
|                 |          |                     | NRG Stadium, Houston |

| 30. června 2026 |          |                             |                                  |
| Vítěz skupiny I | Zápas 77 | Třetí tým skupiny C/D/F/G/H | MetLife Stadium, East Rutherford |
|                 |          |                             | MetLife Stadium, East Rutherford |

| 30. června 2026     |          |                     |                         |
| Druhý tým skupiny E | Zápas 78 | Druhý tým skupiny I | AT&T Stadium, Arlington |
|                     |          |                     | AT&T Stadium, Arlington |

| 30. června 2026 |          |                             |                              |
| Vítěz skupiny A | Zápas 79 | Třetí tým skupiny C/E/F/H/I | Aztécký stadion, Mexico City |
|                 |          |                             | Aztécký stadion, Mexico City |

| 1. července 2026 |          |                             |                                |
| Vítěz skupiny L  | Zápas 80 | Třetí tým skupiny E/H/I/J/K | Mercedes-Benz Stadium, Atlanta |
|                  |          |                             | Mercedes-Benz Stadium, Atlanta |

| 1. července 2026 |          |                             |                             |
| Vítěz skupiny D  | Zápas 81 | Třetí tým skupiny B/E/F/I/J | Levi's Stadium, Santa Clara |
|                  |          |                             | Levi's Stadium, Santa Clara |

| 1. července 2026 |          |                             |                      |
| Vítěz skupiny G  | Zápas 82 | Třetí tým skupiny A/E/H/I/J | Lumen Field, Seattle |
|                  |          |                             | Lumen Field, Seattle |

| 2. července 2026    |          |                     |                    |
| Druhý tým skupiny K | Zápas 83 | Druhý tým skupiny L | BMO Field, Toronto |
|                     |          |                     | BMO Field, Toronto |

| 2. července 2026 |          |                     |                         |
| Vítěz skupiny H  | Zápas 84 | Druhý tým skupiny J | SoFi Stadium, Inglewood |
|                  |          |                     | SoFi Stadium, Inglewood |

| 2. července 2026 |          |                             |                             |
| Vítěz skupiny B  | Zápas 85 | Třetí tým skupiny E/F/G/I/J | BC Place Stadium, Vancouver |
|                  |          |                             | BC Place Stadium, Vancouver |

| 3. července 2026 |          |                     |                          |
| Vítěz skupiny J  | Zápas 86 | Druhý tým skupiny H | Hard Rock Stadium, Miami |
|                  |          |                     | Hard Rock Stadium, Miami |

| 3. července 2026 |          |                             |                                |
| Vítěz skupiny K  | Zápas 87 | Třetí tým skupiny D/E/I/J/L | Arrowhead Stadium, Kansas City |
|                  |          |                             | Arrowhead Stadium, Kansas City |

| 3. července 2026    |          |                     |                         |
| Druhý tým skupiny D | Zápas 88 | Druhý tým skupiny G | AT&T Stadium, Arlington |
|                     |          |                     | AT&T Stadium, Arlington |

### Osmifinále
| 4. července 2026 |          |                 |                                     |
| Vítěz zápasu 74  | Zápas 89 | Vítěz zápasu 77 | Lincoln Financial Field, Filadelfie |
|                  |          |                 | Lincoln Financial Field, Filadelfie |

| 4. července 2026 |          |                 |                      |
| Vítěz zápasu 73  | Zápas 90 | Vítěz zápasu 75 | NRG Stadium, Houston |
|                  |          |                 | NRG Stadium, Houston |

| 5. července 2026 |          |                 |                                  |
| Vítěz zápasu 76  | Zápas 91 | Vítěz zápasu 78 | MetLife Stadium, East Rutherford |
|                  |          |                 | MetLife Stadium, East Rutherford |

| 5. července 2026 |          |                 |                              |
| Vítěz zápasu 79  | Zápas 92 | Vítěz zápasu 80 | Aztécký stadion, Mexico City |
|                  |          |                 | Aztécký stadion, Mexico City |

| 6. července 2026 |          |                 |                         |
| Vítěz zápasu 83  | Zápas 93 | Vítěz zápasu 84 | AT&T Stadium, Arlington |
|                  |          |                 | AT&T Stadium, Arlington |

| 6. července 2026 |          |                 |                      |
| Vítěz zápasu 81  | Zápas 94 | Vítěz zápasu 82 | Lumen Field, Seattle |
|                  |          |                 | Lumen Field, Seattle |

| 7. července 2026 |          |                 |                                |
| Vítěz zápasu 86  | Zápas 95 | Vítěz zápasu 88 | Mercedes-Benz Stadium, Atlanta |
|                  |          |                 | Mercedes-Benz Stadium, Atlanta |

| 7. července 2026 |          |                 |                             |
| Vítěz zápasu 85  | Zápas 96 | Vítěz zápasu 87 | BC Place Stadium, Vancouver |
|                  |          |                 | BC Place Stadium, Vancouver |

### Čtvrtfinále
| 9. července 2026 |          |                 |                              |
| Vítěz zápasu 89  | Zápas 97 | Vítěz zápasu 90 | Gillette Stadium, Foxborough |
|                  |          |                 | Gillette Stadium, Foxborough |

| 10. července 2026 |          |                 |                         |
| Vítěz zápasu 93   | Zápas 98 | Vítěz zápasu 94 | SoFi Stadium, Inglewood |
|                   |          |                 | SoFi Stadium, Inglewood |

| 11. července 2026 |          |                 |                          |
| Vítěz zápasu 91   | Zápas 99 | Vítěz zápasu 92 | Hard Rock Stadium, Miami |
|                   |          |                 | Hard Rock Stadium, Miami |

| 11. července 2026 |           |                 |                                |
| Vítěz zápasu 95   | Zápas 100 | Vítěz zápasu 96 | Arrowhead Stadium, Kansas City |
|                   |           |                 | Arrowhead Stadium, Kansas City |

### Semifinále
| 14. července 2026 |           |                 |                         |
| Vítěz zápasu 97   | Zápas 101 | Vítěz zápasu 98 | AT&T Stadium, Arlington |
|                   |           |                 | AT&T Stadium, Arlington |

| 15. července 2026 |           |                  |                                |
| Vítěz zápasu 99   | Zápas 102 | Vítěz zápasu 100 | Mercedes-Benz Stadium, Atlanta |
|                   |           |                  | Mercedes-Benz Stadium, Atlanta |

### Zápas o třetí místo
| 18. července 2026   |           |                     |                          |
| Poražený zápasu 101 | Zápas 103 | Poražený zápasu 102 | Hard Rock Stadium, Miami |
|                     |           |                     | Hard Rock Stadium, Miami |

### Finále
| 19. července 2026 |           |                  |                                  |
| Vítěz zápasu 101  | Zápas 104 | Vítěz zápasu 102 | MetLife Stadium, East Rutherford |
|                   |           |                  | MetLife Stadium, East Rutherford |